# Jagdgeschwader 71
A Jagdgeschwader 71 foi uma asa de caças da Luftwaffe durante a Alemanha Nazi. Formada no dia 16 de julho de 1939, operou aviões de caça Messerschmitt Bf 109. No dia 26 de julho foi criado um esquadrão de reserva, o Reservestaffel/JG 71. No dia 28 de agosto de 1939 o 1./JG 71 tornou-se no 11./JG 72 e o resto da I./JG 71 foi redesignada II./JG 51 em outubro.